# Kurt Schneider (pilot)
Kurt Schneider (ur. 4 października 1888 w Wurzen, zm. 14 lipca 1917 w Caudry) – as lotnictwa niemieckiego Luftstreitkräfte z 15 potwierdzonymi oraz 1 niepotwierdzonym zwycięstwami w I wojnie światowej. 

## Informacje ogólne
Kurt Schneider służył w armii od początku wojny. Zanim wstąpił do lotnictwa 15 marca 1915 roku zdobył już Krzyż Żelazny I i II klasy. Po przejściu szkolenia lotniczego został przydzielony w sierpniu 1916 roku do nowo tworzonej pod dowództwem Hansa Berra eskadry myśliwskiej Jagdstaffel 5. Pierwsze zwycięstwo odniósł 17 marca 1917 roku nad samolotem F.E.2b. W okresie od 6 maja do 5 czerwca 1917 roku, kiedy został ranny, pełnił obowiązki dowódcy Jagdstaffel 5.
14 lipca 1917 roku w czasie walki powietrznej został śmiertelnie ranny. Zmarł tego samego dnia. Latał na samolocie Albatros D.V.

## Odznaczenia
- Order Wojskowy Świętego Henryka – 24 lipca 1917, pośmiertnie
- Krzyż Żelazny II Klasy
- Krzyż Żelazny II Klasy